# FC Binchois
FC Binchois was een Belgische voetbalclub uit Binche. De club was aangesloten bij de KBVB met stamnummer 207. De club speelde in haar bestaan enkele seizoenen in de nationale reeksen.

## Geschiedenis
De club werd opgericht in de jaren 20 en sloot zich aan bij de Belgische Voetbalbond. FC Binchois ging er van start in de regionale reeksen.
De club klom op en bereikte in 1931 de nationale bevorderingsreeksen, in die tijd het derde niveau. Binchois strandde er in zijn debuutseizoen op de voorlaatste plaats en degradeerde zo weer. Na een seizoen, in 1932, promoveerde men alweer naar de nationale reeksen, maar opnieuw kende men er weinig succes. FC Binchois eindigde ditmaal als laatste in zijn reeks en zakte weer na een seizoen. De club bleef op en neer gaan, want in 1935 slaagde men er opnieuw in om al na een seizoen terug te keren naar de nationale reeksen. Ditmaal eindigde men er het eerste seizoen in de middenmoot en kon men zich wel handhaven in de nationale bevorderingsreeksen. Een seizoen later strandde RFC Binchois echter afgetekend op een allerlaatste plaats in zijn reeks en opnieuw volgde de degradatie. De club zou nu niet meer terugkeren in de nationale reeksen.
In 1942 groepeerden verschillende lokale clubs uit Binche zich en ontstond voetbalclub US Binchoise, dat zich bij de Belgische Voetbalbond aansloot met stamnummer 4170. Stamnummer 207 van FC Binchois werd geschrapt.